# Тонди (остановочный пункт)
То́нди (эст. Tondi raudteepeatus) — железнодорожная остановка в Таллине, столице Эстонии. Третья остановка на западном направлении Elektriraudtee. В Тонди останавливаются все пассажирские поезда, направляющиеся в Палдиски, Кейла, Турба и Клоогаранна. Остановка оборудована пассажирскими платформами длиной 167 метров.
Несмотря на то, что железная дорога Таллин-Кейла была открыта в 1870, остановочный пункт в этом месте появился только в 1933 году. В этом же году была удлинена трамвайная линия, а в 1936 году было построено трамвайное депо.
Тонди — одна из трёх железнодорожных остановок (наряду с балтийским вокзалом и Юлемисте), которые соединены с трамвайными линиями. Здесь останавливаются трамваи третьего (Тонди—Кадриорг) и четвёртого (Тонди—Аэропорт) маршрутов.
Здание вокзала было закрыто в 1998 году и находилось в очень плохом состоянии. В 2009 году оно было признано памятником архитектуры. В 2008 году старые платформы были демонтированы, а на их месте были установлены новые, более низкие.
- Здание остановки в 2011 году.
- Здание вокзала и трамвайная остановка Тонди в 2008 году.
- Остановка Тонди со старыми платформами в 2009 году.
- Бывший переезд на улице Тонди.
- Железнодорожный мост у станции Тонди на месте переезда.